# Solidarité internationale (concept)
Pour les articles homonymes, voir Solidarité internationale.
La notion de solidarité internationale rassemble les actions et attitudes de prise en compte des inégalités ou d'injustices entre pays ou entre un pays et des entités d'autres pays, ou entre les individus d'un pays autre pour les comprendre afin de, tant que possible, les résoudre ou les combattre, de manière solidaire.
Les actions soutenues sont le plus souvent de type Nord-Sud, mais peuvent aussi être Est-Ouest ou de coopération décentralisée entre territoires, ou encore concerner une population discriminée dans un pays (ex Roms en France, avec en 2007, l'attribution par le HCCI (Haut Conseil de la coopération et de la solidarité internationales) du « prix de l’information du public sur la coopération pour le développement »  décerné, ex æquo au Comité français pour la Solidarité Internationale (CFSI) pour son programme d’éducation au développement « Alimenterre » et au Comité catholique contre la faim et pour le développement (CCFD) pour sa campagne d'information sur les droits de la population rom intitulé « Roms, gitans, manouches, citoyens à part entière ».

Elle est mise en œuvre par des individus, groupes et collectivités avec des relations plus ou moins durables et réciproques (du paternalisme à une relation de réciprocité, en passant par l'assistance d'urgence, etc.).
D'abord conçue, organisé par ou avec de grandes institutions telles que l'ONU et ses agences (UNESCO, UNICEF, OMS, OIE, la Banque mondiale, FMI, ou encore de grandes ONG telles que la Croix rouge internationale, Oxfam,  Médecins du monde, Amnesty International, Survival International, le Secours catholique, WWF, Greenpeace, etc. La  solidarité internationale s'est aussi développée dans le monde des collectivités avec la coopération décentralisée.
Depuis les années 1990, elle donne souvent une grande importance au caractère soutenable des projets qu'elle porte ou finance, et chez les particuliers et de petits groupes (« Ménagères, enseignants, étudiants, retraités, entrepreneurs, artisans et artistes ».

## Histoire
La solidarité internationale trouve une partie de ses origines dans les projets civilisationnels ou de missions religieuses qu'ont eu (ou qu'ont encore) divers états ou groupes religieux dans le passé. De nombreuses ONG confessionnelles continuent à s'impliquer dans des activités de solidarité internationale.
Les grands thèmes étaient et sont encore la santé, l'éducation, l'agriculture, l'élevage et la pêche, les droits de l'homme, des femmes et des enfants en particulier, la distribution de l'eau, l'assainissement, la création et l'entretien d'infrastructures, l'environnement et l'économie… et des thèmes émergents sont par exemple l'énergie solaire, les nouvelles technologies et l'internet.
Mais alors que les financements des États tendent à diminuer malgré les promesses faites lors de grandes réunions internationales, la mise en œuvre de cette solidarité tend à se démocratiser avec une multitude de projets nommés « initiatives de particuliers » aux Pays-Bas ou « groupes de solidarité »   « initiative ou implication citoyenne » en Belgique. Outre des projets principalement centrés sur la récolte de fonds, parallèlement à de grands projets nationaux, une multitude de petits projets très locaux concernent un puits, un hôpital, un dispensaire, une école, la fourniture de fours améliorés, de semences ou d'un cheptel de chèvres, vaches, buffles ou ânes, de panneaux solaires, de dispositifs de méthanisation, compostage, le montage d'une coopérative solidaire ou de réseaux de vente de produits issus de l'agriculture biologique ou écocertifiés, la protection, gestion ou restauration de l'environnement, l'eau, la gestion des déchets, le tourisme durable ou solidaire etc. avec un soutien temporaire, ou plus étalé dans le temps intégrant alors des dispositifs de formation (dans le pays aidé ou dans le pays d'aide par exemple via des aides ou bourses accordées aux étudiants et stagiaires des pays à faibles revenus), d'entretien de matériel, d'évaluation/audits, etc.
Beaucoup d'initiatives portent sur les milieux ruraux, alors que des besoins croissant existent aussi en ville et dans les zones de périurbanisation qui augmentent exponentiellement dans la plupart des pays dits "en développement".
En termes d'importance donnée aux processus démocratiques, les très grands acteurs étatiques ont grossièrement deux approches en partie opposées (Consensus de Washington, qui insiste sur le libre d'échange  et Consensus de Pékin qui insiste sur la dotation en infrastructures de transports et techniques et la non-ingérence).
Des notions émergentes comme celle des générations futures, des biens publics mondiaux, des services écosystémiques prennent de l'importance, mais peinent à être intégrées de manière large et cohérente.

## Enjeux
Depuis le début de l'anthropocène, le nombre et la gravité des "catastrophes" (naturelles et technologiques) qui touchent des humains et des établissements humains tend à augmenter avec la démographie et les crises économiques, sociales, environnementales.
Malgré l'existence de l'ONU et d'un nombre croissant de traités internationaux, des guerres ou des situations de non-respect des droits fondamentaux persistent ou éclatent périodiquement.
La question de l'endettement et du remboursement de la dette du tiers-monde ou du poids des restructurations demandées par la banque mondiale en échange de ses aides interfèrent également avec les processus de solidarité.
La mondialisation a fortement modifié les relations de dépendances et d'interdépendance entre les hommes, les états, les économies et les ressources naturelles, les grandes crises (climatiques et de la biodiversité notamment) renforcent le caractère international voire planétaire des enjeux de solidarité.
Les enjeux sont à la fois de court terme (réponse aux urgences, réponse post-crise, reconstruction) et de moyen et long terme (prévention, éducation, santé…) ;
Les grands sujets les plus traités concernent notamment la santé (prévention incluse), l'alimentation et l'agriculture, l'environnement et la réparation de catastrophes (naturelles ou anthropiques), l’éducation ainsi que le développement social, économique et démocratique, l'équité et l'égalité des chances. Des principes, cible et indicateurs hiérarchisés sont proposés par l'ONU via les Objectifs du Millénaire pour le développement.
Le philosophe français Edgar Morin, considéré comme l'un des grands penseurs vivants, s'intéresse à l'avenir de Terre et de l’Humanité dans le cadre de la théorie des systèmes. Pour lui, la solidarité internationale est fondamentale pour atteindre cet objectif. Il nous alerte de la complexité du problème, de la nécessité de trouver des solutions comme une urgence mondiale et proclame qu'une méthode interdisciplinaire est essentielle pour obtenir des résultats de base. Il dit que les solutions ne seront pas seulement scientifiques mais principalement politiques,.

## Limites
La solidarité internationale ne peut se développer ou se développe difficilement dans les zones de conflits, de non-droit ou dans les territoires qui lui sont fermés pour des raisons politiques (Corée du Nord, Chine…) ou qui sont peu accessibles (populations dispersées dans la jungle...).

## Acteurs
Ce sont 
- les États (sous l'égide d'un ministère des affaires étrangères le plus souvent, avec les ministères thématiques concernés par les priorités retenues par un programme particulier (culture, environnement, santé, etc) ;
- des collectivités publiques et territoriales (et leurs agences) ;
- des ONG internationales et spécialisées (associations humanitaires notamment), ainsi que des associations diverses plus ou moins reconnues ou accréditées par l'ONU, des États, etc. dont associations « altermondialistes » ;
- des institutions religieuses (avec ou sans prosélytisme)
- des entreprises privées ;
- des groupes divers dont fondations, écoles, groupes d’amis, associations de migrants et Organisations de solidarité issues des migrations (OSIM)[12], syndicats, organisations professionnelles, clubs sportifs, hôpitaux, centres de recherche, théâtres, zoos, mutualités, groupe de retraités, etc. Ces acteurs font partie de ce que certains appellent le 4e pilier de la solidarité internationale[2]. À titre d'exemple ils étaient impliqués selon un recensement de 2004 en Belgique dans 809 initiatives citoyennes avec 592 ASBL ou ONGD mobilisés et 148 partenariats communaux ou provinciaux[2]. Ils contribuent à une démocratisation et décentralisation de la solidarité [2] et au financement des ONG et de grands projets[2]..
- des médias ;
- des organismes ou individus donateurs, dont les bailleurs émergents[13]

Tous les membres de la société peuvent y contribuer, par un soutien financier, matériel, logistique, méthodologique en temps de bénévolat, par la participation à des "campagnes", ou encore par des formations ou des échanges de connaissances ou de compétences, par l'ouverture de brevets ou par l'ouverture de données (open data…).
En France des agences (ex : Agence française de développement, mais aussi l'Ademe, les Agences de l'eau…) ou des organismes parapublics (IFREMER, IRSTEA, IRD…) peuvent aussi accompagner l'État et les ONG dans certaines actions de coopération et de solidarité. Un autre groupe d'acteurs est issu de l'immigration, qui peut susciter ou faciliter une coopération ciblant plutôt le pays d'origine.
Certains acteurs se sont spécialisés et professionnalisés, au point que se dessinent des compétences organisationnelles et un ou des métier(s) très spécifique(s). Certains auteurs comme Naëlou estiment que c'est un piège pour les valeurs et l'indépendance des ONG

## Financement
Il provient de budgets nationaux et internationaux (sous l'égide de l'ONU notamment), de dons versés à des ONG ou des associations (dons qui peuvent être défiscalisés), mais s'appuie aussi sur des approches non marchandes (SELs, réseaux d'échanges…) ou la finance solidaire et la microfinance), etc.

## En Belgique
IL existe une  Cellule d’Appui pour la Solidarité Internationale Wallonne, un  Instituut voor Internationale Arbeidsvorming, le Vlaams Agentschap voor Internationale Samenwerking et un  Conseil Wallonie-Bruxelles de la Coopération Internationale, qui peuvent notamment souvenir des « initiatives populaires de Solidarité Internationale », dont avec la République démocratique du Congo qui entretient des liens historiques privilégiés avec la Belgique.

En Belgique, 19 communes de la région bruxelloise et près de 90 % des 308 communes flamandes ont un échevin pour la coopération au développement (ou pour la solidarité internationale et les relations Nord/Sud), et en Wallonie (moins riche) une centaine des 267 communes ont un échevin qui exerce la même fonction. L'association (ONGD) Volens (Volontaires de l'enseignement) depuis 1964 œuvre à la solidarité et coopération dans le domaine de l'enseignement ; En 2005, « Volens et son réseau de groupes de solidarité soutiennent les actions et les opérations de quelque 300 organisations locales dans 25 pays d’Afrique, d’Amérique Latine et d’Asie, qui œuvrent à l’inclusion des personnes et des groupes exclus et marginalisés ».

## En France

### Dans la législation nationale
Sur la base notamment des rapports de Denis Samuel-Lajeunesse (1989) puis de Stéphane Hessel (1990), et des Assises de la Coopération et de la Solidarité internationale assises tenues en octobre 1997 sous l'égide de Jacques Pelletier et de Charles Josselin (secrétaire d’État à la Coopération), il est proposé d'instituer un Haut Conseil de la coopération et de la solidarité internationales pour « favoriser une meilleure concertation entre les acteurs afin de rendre plus efficaces les efforts déployés en faveur de la solidarité internationale »
Une réforme du dispositif français de coopération crée le 10 février 1999 un Haut Conseil de la Coopération Internationale (consultatif, dans un esprit de « démocratie participative ».) à cet effet. Il est supprimé (par décret) par le gouvernement de François Fillon le 20 mars 2008 après que Charles Josselin (Vice-président du HCCI, Sénateur, ancien ministre) ait appelé de ses vœux un « Grenelle de la coopération internationale ». Ne pas le faire, c’est non seulement se priver du soutien de l’opinion publique française, c’est aussi renoncer aux bénéfices d’une « diplomatie non gouvernementale » de plus en plus déployée, et engagée dans une structuration en réseaux internationaux où les approches locales se confrontent à des visions globales » 
En 2003, un projet de loi précise le contenu et les conditions du « Contrat de volontariat de solidarité internationale »  (constitue un service civique effectué à l'étranger); La loi est votée le 23 février 2005.
La France a voulu mettre à jour son cadre législatif sur la solidarité internationale.
- Des « Assises pour le développement et la solidarité internationale [21] ont fait un point sur la question et un « Comité interministériel de la coopération internationale et du développement »   s’est tenu le 31 juillet 2013. Ils ont réfléchi à la définition de ce que seraient les priorités d’un agenda international de développement post-2015 ;
- Un projet de loi  d’orientation et de programmation relative à la politique de développement et de solidarité internationale a été rédigé. Il promeut le développement durable ; avec comme priorités : lutter contre la pauvreté extrême et réduire les inégalités ;   défendre les libertés fondamentales ; dans le respect du droit, des normes, principes et critères internationaux relatifs sur les droits humains et droits sociaux, notamment en aidant les femmes à pouvoir se mobiliser. Il promeut aussi le développement soutenable et la restauration, protection et gestion de l’environnement et des ressources naturelles, notamment en Lutte contre le réchauffement climatique ;
- En octobre 2013, le Premier Ministre a sollicité[22] l'avis du CESE sur ce  projet de loi[23], avis voté par le CESE le 27 novembre (158 votes pour - 7 abstentions). Dans cet avis, le CESE se dit satisfait que l’on traite ce sujet, valide certaines priorités transversales, mais suggère à l’État et au législateur de renforcer dans ce projet :

1. la « défense des droits de l’homme, des droits civils et politiques, des droits économiques, sociaux, culturels et des libertés fondamentales » ;
2. la définition de la Responsabilité sociale et environnementale des entreprises (RSE) « en l’élargissant à la responsabilité sociale et environnementale des entreprises et des organisations » ;
3. « la place de l’aide humanitaire comme composante majeure de la solidarité internationale ».

Le CESER encourage aussi une hiérarchisation des secteurs d’intervention autour de deux axes :
1. l’éradication de la pauvreté via la lutte contre la faim par la consolidation de l’agriculture vivrière et familiale, le renforcement des actions en matière de santé, de protection sociale et d’éducation ;
2. « l’appui au décollage économique des pays pauvres par notamment une concentration des efforts sur la mise en place d’infrastructures, l’affermissement du rôle des PME-PMI, de l’économie sociale et solidaire et une accélération de la marche vers une économie verte et inclusive ».

Un  Conseil national pour le développement et la solidarité internationale (CNDSI) a été  créé en 2014, il est une instance de dialogue et de concertation régulière entre l’ensemble des acteurs du développement et de la solidarité internationale.